# کروگر اینک
کروگر اینک (انگلیسی: Kruger Inc.) شرکت لوازم بهداشتی کانادایی است، که در سال ۱۹۰۴ تأسیس شد.